# Фолджер, Чарльз Джеймс
Чарльз Джеймс Фолджер (англ. Charles James Folger; 16 апреля 1818 — 4 сентября 1884) — американский политик, юрист, 34-й министр финансов США.

## Биография
Чарльз Фолджер родился 16 апреля 1818 года на острове Нантакет, штат Массачусетс. В 1839 году он заканчивает юридический факультет колледжа Хобарта и Уильяма Смита. Между 1851 и 1855 работает судьёй в районном суде. Затем до 1862 года занимается юридической практикой. В том же году Чарльз Фолджер становится членом Сената.
В 1868 году был в числе делегатов Национального съезда республиканцев в Чикаго. В 1870 году Фолджер получает пост судьи в Апелляционном суде Нью-Йорка.
В 1870-х годах примкнул к республиканской фракции «Стойкие» во главе с сенатором Роскоу Конклингом, которая поддерживала политику Реконструкции президента Улисса С. Гранта и выступала против реформы государственной службы, продвигаемой их оппонентами из фракции «Полукровки».
14 ноября 1881 года президент Честер Артур, также один из «стойких», назначил Чарльза Фолджера преемником Уильяма Уиндома на посту министра финансов. При нём профицит бюджета США стал самым высоким за всю историю страны, несмотря на снижение налогов на бизнес.
В 1882 году Фолджер выдвинул свою кандидатуру на пост губернатора Нью-Йорка, но проиграл Гроверу Кливленду.
Умер Чарльз Фолджер 4 сентября 1884 года в своём доме на Мейн-Стрит в Джениве (штат Нью-Йорк).